# 辰巳会館
辰巳会館（たつみかいかん）は、千葉県市原市辰巳台西にかつて存在した多目的複合施設。

## 概要
隣の敷地にできた辰巳ショッピングセンターと入れ替わる形で閉店した辰巳マーケットの跡地に建設された多目的複合施設で、千葉共同開発株式会社・千葉県都市公社・千葉興業銀行の合同事業として行われた。

## 沿革

### 概歴
辰巳会館の所在地には、1961年（昭和36年）9月に設置された辰巳マーケットという商業施設が存在していたが、1964年（昭和39年）、隣の敷地に辰巳ショッピングセンターが開業したため同施設は閉業した。辰巳会館はその跡地を利用する形で計画された。施設は市原市役所辰巳台出張所、千葉興業銀行、ボウリング場やレストランのほかに、賃貸アパートを併設する形での計画となった。1971年（昭和46年）に着工し、1972年（昭和47年）に完成。同年3月6日に、千葉興業銀行辰巳支店が営業を開始した。その後、4月3日には市原市役所辰巳出張所（のち辰巳台支所）が窓口取扱を開始し、そのほかの施設も営業を開始していった。

### 年表
- 1971年（昭和46年）4月17日 - 着工[1]。
- 1972年（昭和47年）
  - 3月6日 - 開業。千葉興業銀行辰巳支店開業[1]。
  - 4月3日 - 市原市役所辰巳台出張所の窓口取扱開始[1]。
- 1984年（昭和59年）3月10日 - 市原市役所辰巳台支所が市原市立辰巳公民館に移転[1]。

## 施設
開館当時のフロア構成はいかのとおりである。
- 行政：市原市役所辰巳台出張所
- 公共：会議室
- 金融：千葉興業銀行辰巳支店
- 商業1：衣料品店「シノヤ」
- 商業2：レストラン「ギンレス」
- 娯楽1：ショールーム
- 娯楽２：ボウリング場
- 住居：賃貸マンション

| 階  | 本館              | 別館  |
| --- | ----------------- | ----- |
| 5階 | 住居              | なし  |
| 4階 | 住居              | なし  |
| 3階 | 公共              | なし  |
| 2階 | 商業2             | 娯楽2 |
| 1階 | 行政、金融、商業1 | 娯楽1 |

## 交通
- JR東日本八幡宿駅から
  - 小湊鐵道バス千葉労災病院方面行「辰巳団地」下車後徒歩1分